# Liga dos Campeões da UEFA de 2008–09
A Liga dos Campeões da UEFA 2008–2009 foi a 17ª edição da principal competição de clubes da Europa desde que foi reestruturada em 1992, e a 54ª edição da história.
A final foi jogada no Stadio Olimpico, em Roma, a 27 de maio de 2009. Foi a oitava vez que a final se realiza em Itália e a quarta vez que se realizada no Stadio Olimpico. O Barcelona ganhou do Manchester United pelo placar de 2 X 0 com gols de Samuel Eto'o e Lionel Messi.

## Qualificação
76 equipas dos 53 países-membros da UEFA participaram da Liga dos Campeões 2008-2009. Cada país classificou um certo número de clubes, de acordo com o Coeficiente da UEFA para as ligas nacionais; países com maior coeficiente puderam classificar mais clubes que um país com menos coeficiente, mas nenhum país pôde enviar mais de quatro equipes. Todos os países têm garantida pelo menos uma vaga, excepto Liechtenstein, cujos clubes disputam o Campeonato Suíço de Futebol, mas que não tem nenhuma equipe na primeira divisão.
O esquema de classificação foi o seguinte:
- 1º - 3º melhores coeficientes (Espanha, Itália e Inglaterra): 4 equipas
- 4º - 6º (França, Alemanha e Portugal): 3 equipas
- 7º - 15º (Países Baixos, Grécia, Rússia, Roménia, Escócia, Bélgica, Ucrânia, República Checa e Turquia): 2 equipas
- 16º - 53º: 1 equipas

Primeira fase de Qualificação (28 equipas)
- 28 campeões nacionais das associações de colocação 25-53

Segunda fase de Qualificação (28 equipas)
- 14 vencedores da Primeira Fase
- 8 campeões nacionais das associações de colocação 17-24 (Suíça, Israel, Noruega, Áustria, Sérvia, Polónia, Dinamarca e Hungria)
- 6 vice-campeões nacionais das associações de colocação 10-15

Terceira fase de Qualificação (32 equipas)
- 14 vencedores da Segunda Fase
- 6 campeões nacionais das associações de colocação 11-16
- 3 vice-campeões das associações 7-9 (dos Países Baixos serão os vencedores de uma fase de jogos play-off em vez de vice-campeões automaticamente qualificadas)
- 6 terceiros colocados das associações 1-6
- 3 quartos colocados das associações 1-3

Fase de grupos (32 equipas)
- Actual campeão da Liga
- 16 vencedores da terceira fase
- 9 campeões das associações 1-10
- 6 vice-campeões das associações 1-6

| Fase de grupos                | Fase de grupos       | Fase de grupos     | Fase de grupos       |
| ----------------------------- | -------------------- | ------------------ | -------------------- |
| Real Madrid                   | Internazionale       | Bayern Munich      | CFR Cluj             |
| Villarreal                    | Roma                 | Werder Bremen      | PSV                  |
| Manchester United             | Lyon                 | Porto              | Zenit St. Petersburg |
| Chelsea                       | Bordeaux             | Sporting CP        | Celtic               |
| Terceira fase de Qualificação |                      |                    |                      |
| Barcelona                     | Fiorentina           | Twente             | Slavia Praga         |
| Atlético Madrid               | Marseille            | Spartak Moscow     | Galatasaray          |
| Arsenal                       | Schalke 04           | Shakhtar Donetsk   | Olympiakos           |
| Liverpool                     | Vitória de Guimarães | Standard Liège     | Levski Sofia         |
| Juventus                      | Steaua               |                    |                      |
| Segunda fase de Qualificação  |                      |                    |                      |
| Rangers                       | Fenerbahçe           | Beitar Jerusalém   | Rapid Wien           |
| Dynamo Kyiv                   | Panathinaikos        | Partizan           | Wisla Kraków         |
| Anderlecht                    | Basel                | Aalborg            | MTK Budapest         |
| Sparta Praha                  | Brann                |                    |                      |
| Primeira fase de Qualificação |                      |                    |                      |
| Artmedia Petržalka            | Kaunas               | BATE               | Llanelli             |
| Dinamo Zagreb                 | Tampere United       | Dinamo Tirana      | NSÍ Runavík          |
| Anorthosis                    | Sheriff Tiraspol     | FC Levadia Tallinn | F91 Dudelange        |
| IFK Göteborg                  | Drogheda United      | Pyunik Yerevan     | Valletta             |
| Domžale                       | Dínamo Tbilisi       | Inter Baku         | Santa Coloma         |
| FK Modrica                    | Rabotnički           | Aktobe             | Murata               |
| Ventspils                     | Valur                | Linfield           | Buducnost Podgorica  |

## Calendário
O calendário a seguir mostra as datas das eliminatórias e dos sorteios.
| Data                | Evento                              | Data                 | Evento                       |
| ------------------- | ----------------------------------- | -------------------- | ---------------------------- |
| 1 de julho 2008     | Sorteio da 1ª e 2ª pré-eliminatória | 4 de novembro 2008   | Fase de grupos, 4ª ronda     |
| 15 de julho 2008    | 1ª pré-eliminatória, 1ª mão         | 5 de novembro 2008   | Fase de grupos, 4ª ronda     |
| 16 de julho 2008    | 1ª pré-eliminatória, 1ª mão         | 25 de novembro 2008  | Fase de grupos, 5ª ronda     |
| 22 de julho 2008    | 1ª pré-eliminatória, 2ª mão         | 26 de novembro 2008  | Fase de grupos, 5ª ronda     |
| 23 de julho 2008    | 1ª pré-eliminatória, 2ª mão         | 9 de dezembro 2008   | Fase de grupos, 6ª ronda     |
| 29 de julho 2008    | 2ª pré-eliminatória, 1ª mão         | 10 de dezembro 2008  | Fase de grupos, 6ª ronda     |
| 30 de julho 2008    | 2ª pré-eliminatória, 1ª mão         | 19 de dezembro 2008  | Sorteio das oitavas-de-final |
| 1 de agosto 2008    | Sorteio da 3ª pré-eliminatória      | 24 de fevereiro 2009 | Oitavas-de-final, 1ª mão     |
| 5 de agosto 2008    | 2ª pré-eliminatória, 2ª mão         | 25 de fevereiro 2009 | Oitavas-de-final, 1ª mão     |
| 6 de agosto 2008    | 2ª pré-eliminatória, 2ª mão         | 10 de março 2009     | Oitavas-de-final, 2ª mão     |
| 12 de agosto 2008   | 3ª pré-eliminatória, 1ª mão         | 11 de março 2009     | Oitavas-de-final, 2ª mão     |
| 13 de agosto 2008   | 3ª pré-eliminatória, 1ª mão         | 20 de março 2009     | Sorteio das fases restantes  |
| 26 de agosto 2008   | 3ª pré-eliminatória, 2ª mão         | 7 de abril 2009      | Quartos-final, 1ª mão        |
| 27 de agosto 2008   | 3ª pré-eliminatória, 2ª mão         | 8 de abril 2009      | Quartos-final, 1ª mão        |
| 28 de agosto 2008   | Sorteio da Fase de Grupos           | 14 de abril 2009     | Quartos-final, 2ª mão        |
| 16 de setembro 2008 | Fase de grupos, 1ª ronda            | 15 de abril 2009     | Quartos-final, 2ª mão        |
| 17 de setembro 2008 | Fase de grupos, 1ª ronda            | 28 de abril 2009     | Meias-finais, 1ª mão         |
| 30 de setembro 2008 | Fase de grupos, 2ª ronda            | 29 de abril 2009     | Meias-finais, 1ª mão         |
| 1 de outubro 2008   | Fase de grupos, 2ª ronda            | 5 de maio 2009       | Meias-finais, 2ª mão         |
| 21 de outubro 2008  | Fase de grupos, 3ª ronda            | 6 de maio 2009       | Meias-finais, 2ª mão         |
| 22 de outubro 2008  | Fase de grupos, 3ª ronda            | 27 de maio 2009      | Final em Roma, Itália        |

## Fases de Qualificação

### 1ª Pré-eliminatória
O sorteio das 1ª e 2ª eliminatórias foi a 1 de julho 2008 em Nyon, Suíça.
Os jogos da primeira mão foram a 15 e 16 de julho, e os da 2ª mão a 22 e 23 de julho de 2008.
| Equipe 1        | Total     | Equipe 2           | 1.º jogo | 2.º jogo |
| --------------- | --------- | ------------------ | -------- | -------- |
| Linfield        | 1-3       | Dinamo Zagreb      | 0-2      | 1-1      |
| Valletta        | 0-3       | Artmedia Petržalka | 0-2      | 0-1      |
| Dinamo Tbilisi  | 3-1       | NSÍ Runavík        | 3-0      | 0-1      |
| Santa Coloma    | 2-7       | Kaunas             | 1-4      | 1-3      |
| Murata          | 0-9       | IFK Göteborg       | 0-5      | 0-4      |
| Llanelli        | 1-4       | Ventspils          | 1-0      | 0-4      |
| Anorthosis      | 3-0       | Pyunik Yerevan     | 1-0      | 2-0      |
| Inter Baku      | 1-1(g.f.) | Rabotnički         | 0-0      | 1-1      |
| Tampere United  | 3-2       | Buducnost          | 2-1      | 1-1      |
| F91 Dudelange   | 0-3       | Domžale            | 0-1      | 0-2      |
| Dinamo Tirana   | 1-4       | Modrica            | 0-2      | 1-2      |
| Aktobe          | 1-4       | Sheriff Tiraspol   | 1-0      | 0-4      |
| Drogheda United | 3-1       | Levadia            | 2-1      | 1-0      |
| BATE            | 3-0       | Valur              | 2-0      | 1-0      |

### 2ª Pré-eliminatória
Os jogos da primeira mão foram a 29 e 30 de julho, e os da 2ª mão a 5 e 6 de agosto de 2008.
| Equipe 1         | Total      | Equipe 2           | 1.º jogo | 2.º jogo |
| ---------------- | ---------- | ------------------ | -------- | -------- |
| Rangers          | 1-2        | Kaunas             | 0-0      | 1-2      |
| Brann            | 2-2 (g.f.) | Ventspils          | 1-0      | 1-2      |
| Inter Baku       | 1-3        | Partizan           | 1-1      | 0-2      |
| Tampere United   | 3-7        | Artmedia Petržalka | 1-3      | 2-4      |
| Anorthosis       | 4-3        | Rapid Wien         | 3-0      | 1-3      |
| Domžale          | 2-6        | Dinamo Zagreb      | 0-3      | 2-3      |
| Panathinaikos    | 3-0        | Dinamo Tbilisi     | 3-0      | 0-0      |
| IFK Göteborg     | 3-5        | Basel              | 1-1      | 2-4      |
| Sheriff Tiraspol | 0-3        | Sparta Praha       | 0-1      | 0-2      |
| Drogheda United  | 3-4        | Dynamo Kyiv        | 1-2      | 2-2      |
| Anderlecht       | 3-4        | BATE               | 1-2      | 2-2      |
| Beitar Jerusalém | 2-6        | Wisła Kraków       | 2-1      | 0-5      |
| Fenerbahçe       | 7-0        | MTK Hungária       | 2-0      | 5-0      |
| Aalborg          | 7-1        | Modrica            | 5-0      | 2-1      |

### 3ª Pré-eliminatória
O sorteio da 3ª Pré-eliminatória foi a 1 de agosto de 2008 em Nyon, Suíça.
Os jogos da primeira mão foram a 12 e 13 de agosto, e os da segunda mão a 26 e 27 de agosto.
| Equipe 1             | Total | Equipe 2           | 1.º jogo | 2.º jogo |
| -------------------- | ----- | ------------------ | -------- | -------- |
| Anorthosis           | 3-1   | Olympiakos         | 3-0      | 0-1      |
| Vitória de Guimarães | 1-2   | Basel              | 0-0      | 1-2      |
| Shakhtar Donetsk     | 5-1   | Dinamo Zagreb      | 2-0      | 3-1      |
| Schalke 04           | 1-4   | Atlético Madrid    | 1-0      | 0-4      |
| Aalborg              | 4-0   | Kaunas             | 2-0      | 2-0      |
| Barcelona            | 4-1   | Wisła Kraków       | 4-0      | 0-1      |
| Levski Sofia         | 1-2   | BATE               | 0-1      | 1-1      |
| Standard Liège       | 0-1   | Liverpool          | 0-0      | 0-1      |
| Partizan             | 3-4   | Fenerbahçe         | 2-2      | 1-2      |
| FC Twente            | 0-6   | Arsenal            | 0-2      | 0-4      |
| Spartak Moscow       | 2-8   | Dynamo Kyiv        | 1-4      | 1-4      |
| Juventus             | 5-1   | Artmedia Petržalka | 4-0      | 1-1      |
| Brann                | 1-3   | Marseille          | 0-1      | 1-2      |
| Fiorentina           | 2-0   | Slavia Praga       | 2-0      | 0-0      |
| Galatasaray          | 2-3   | Steaua             | 2-2      | 0-1      |
| Sparta Praha         | 1-3   | Panathinaikos      | 1-2      | 0-1      |

Legenda:
- g.f. - equipa apurou-se pela Regra do golo fora de casa

## Fase de grupos
O sorteio desta fase, realizou-se a 28 de agosto de 2008 no Forum Grimaldi, no Mónaco, com base nos Coeficiente de Clubes divididos por potes.
| Cor da tabela                                                        |
| Os dois primeiros avançaram para os Oitavas de final                 |
| O terceiro lugar deu acesso aos dezesseis-avos de Final da Taça UEFA |
| No quarto lugar foi-se eliminado das competições continentais        |

| Pote 1                                                                                                | Pote 2                                                                                                | Pote 3 | Pote 4 |
| --- | --- | --- | --- |
| - Manchester United - Chelsea - Liverpool - Barcelona - Arsenal - Lyon - Internazionale - Real Madrid | - Bayern de Munique - PSV Eindhoven - Villarreal - Roma - Porto - Werder Bremen - Sporting - Juventus | - Olympique de Marseille - Zenit - Steaua București - Panathinaikos - Bordeaux - Celtic - Basel - Fenerbahçe | - Shakhtar Donetsk - Fiorentina - Atlético de Madrid - Dínamo de Kiev - Cluj - AaB Aalborg - Anorthosis Famagusta - BATE Borisov |

### Grupo A
| Pos | Equipe   | Pts | J | V | E | D | GP | GC | SG |                                  |  | ROM | CHE | BOR | CLJ |
| --- | -------- | --- | - | - | - | - | -- | -- | -- | -------------------------------- |  | --- | --- | --- | --- |
| 1   | Roma     | 12  | 6 | 4 | 0 | 2 | 12 | 6  | +6 | Classificado às oitavas de final |  | —   | 3–1 | 2–0 | 1–2 |
| 2   | Chelsea  | 11  | 6 | 3 | 2 | 1 | 9  | 5  | +4 | Classificado às oitavas de final |  | 1–0 | —   | 4–0 | 2–1 |
| 3   | Bordeaux | 7   | 6 | 2 | 1 | 3 | 5  | 11 | −6 | Transferido para Liga Europa     |  | 1–3 | 1–1 | —   | 1–0 |
| 4   | Cluj     | 4   | 6 | 1 | 1 | 4 | 5  | 9  | −4 | Eliminado                        |  | 1–3 | 0–0 | 1–2 | —   |

### Grupo B
| Pos | Equipe               | Pts | J | V | E | D | GP | GC | SG |                                  |  | PAN | INT | BRM | ANO |
| --- | -------------------- | --- | - | - | - | - | -- | -- | -- | -------------------------------- |  | --- | --- | --- | --- |
| 1   | Panathinaikos        | 10  | 6 | 3 | 1 | 2 | 8  | 7  | +1 | Classificado às oitavas de final |  | —   | 0–2 | 2–2 | 1–0 |
| 2   | Internazionale       | 8   | 6 | 2 | 2 | 2 | 8  | 7  | +1 | Classificado às oitavas de final |  | 0–1 | —   | 1–1 | 1–0 |
| 3   | Werder Bremen        | 7   | 6 | 1 | 4 | 1 | 7  | 9  | −2 | Transferido para Liga Europa     |  | 0–3 | 2–1 | —   | 0–0 |
| 4   | Anorthosis Famagusta | 6   | 6 | 1 | 3 | 2 | 8  | 8  | 0  | Eliminado                        |  | 3–1 | 3–3 | 2–2 | —   |

### Grupo C
| Pos | Equipe           | Pts | J | V | E | D | GP | GC | SG  |                                  |  | BAR | SPO | SHK | BSL |
| --- | ---------------- | --- | - | - | - | - | -- | -- | --- | -------------------------------- |  | --- | --- | --- | --- |
| 1   | Barcelona        | 13  | 6 | 4 | 1 | 1 | 18 | 8  | +10 | Classificado às oitavas de final |  | —   | 3–1 | 2–3 | 1–1 |
| 2   | Sporting         | 12  | 6 | 4 | 0 | 2 | 8  | 8  | 0   | Classificado às oitavas de final |  | 2–5 | —   | 1–0 | 2–0 |
| 3   | Shakhtar Donetsk | 9   | 6 | 3 | 0 | 3 | 11 | 7  | +4  | Transferido para Liga Europa     |  | 1–2 | 0–1 | —   | 5–0 |
| 4   | Basel            | 1   | 6 | 0 | 1 | 5 | 2  | 16 | −14 | Eliminado                        |  | 0–5 | 0–1 | 1–2 | —   |

### Grupo D
| Pos | Equipe                 | Pts | J | V | E | D | GP | GC | SG |                                  |  | LIV | ATM | MAR | PSV |
| --- | ---------------------- | --- | - | - | - | - | -- | -- | -- | -------------------------------- |  | --- | --- | --- | --- |
| 1   | Liverpool              | 14  | 6 | 4 | 2 | 0 | 11 | 5  | +6 | Classificado às oitavas de final |  | —   | 1–1 | 1–0 | 3–1 |
| 2   | Atlético de Madrid     | 12  | 6 | 3 | 3 | 0 | 9  | 4  | +5 | Classificado às oitavas de final |  | 1–1 | —   | 2–1 | 2–1 |
| 3   | Olympique de Marseille | 4   | 6 | 1 | 1 | 4 | 5  | 7  | −2 | Transferido para Liga Europa     |  | 1–2 | 0–0 | —   | 3–0 |
| 4   | PSV Eindhoven          | 3   | 6 | 1 | 0 | 5 | 5  | 14 | −9 | Eliminado                        |  | 1–3 | 0–3 | 2–0 | —   |

### Grupo E
| Pos | Equipe            | Pts | J | V | E | D | GP | GC | SG |                                  |  | MUN | VIL | AAB | CEL |
| --- | ----------------- | --- | - | - | - | - | -- | -- | -- | -------------------------------- |  | --- | --- | --- | --- |
| 1   | Manchester United | 10  | 6 | 2 | 4 | 0 | 9  | 3  | +6 | Classificado às oitavas de final |  | —   | 0–0 | 2–2 | 3–0 |
| 2   | Villarreal        | 9   | 6 | 2 | 3 | 1 | 9  | 7  | +2 | Classificado às oitavas de final |  | 0–0 | —   | 6–3 | 1–0 |
| 3   | AaB               | 6   | 6 | 1 | 3 | 2 | 9  | 14 | −5 | Transferido para Liga Europa     |  | 0–3 | 2–2 | —   | 2–1 |
| 4   | Celtic            | 5   | 6 | 1 | 2 | 3 | 4  | 7  | −3 | Eliminado                        |  | 1–1 | 2–0 | 0–0 | —   |

### Grupo F
| Pos | Equipe            | Pts | J | V | E | D | GP | GC | SG |                                  |  | BAY | LYO | FIO | STE |
| --- | ----------------- | --- | - | - | - | - | -- | -- | -- | -------------------------------- |  | --- | --- | --- | --- |
| 1   | Bayern de Munique | 14  | 6 | 4 | 2 | 0 | 12 | 4  | +8 | Classificado às oitavas de final |  | —   | 1–1 | 3–0 | 3–0 |
| 2   | Lyon              | 11  | 6 | 3 | 2 | 1 | 14 | 10 | +4 | Classificado às oitavas de final |  | 2–3 | —   | 2–2 | 2–0 |
| 3   | Fiorentina        | 6   | 6 | 1 | 3 | 2 | 5  | 8  | −3 | Transferido para Liga Europa     |  | 1–1 | 1–2 | —   | 0–0 |
| 4   | Steaua București  | 1   | 6 | 0 | 1 | 5 | 3  | 12 | −9 | Eliminado                        |  | 0–1 | 3–5 | 0–1 | —   |

### Grupo G
| Pos | Equipe         | Pts | J | V | E | D | GP | GC | SG |                                  |  | POR | ARS | DKV | FEN |
| --- | -------------- | --- | - | - | - | - | -- | -- | -- | -------------------------------- |  | --- | --- | --- | --- |
| 1   | Porto          | 12  | 6 | 4 | 0 | 2 | 9  | 8  | +1 | Classificado às oitavas de final |  | —   | 2–0 | 0–1 | 3–1 |
| 2   | Arsenal        | 11  | 6 | 3 | 2 | 1 | 11 | 5  | +6 | Classificado às oitavas de final |  | 4–0 | —   | 1–0 | 0–0 |
| 3   | Dínamo de Kiev | 8   | 6 | 2 | 2 | 2 | 4  | 4  | 0  | Transferido para Liga Europa     |  | 1–2 | 1–1 | —   | 1–0 |
| 4   | Fenerbahçe     | 2   | 6 | 0 | 2 | 4 | 4  | 11 | −7 | Eliminado                        |  | 1–2 | 2–5 | 0–0 | —   |

### Grupo H
| Pos | Equipe       | Pts | J | V | E | D | GP | GC | SG |                                  |  | JUV | RMA | ZEN | BATE |
| --- | ------------ | --- | - | - | - | - | -- | -- | -- | -------------------------------- |  | --- | --- | --- | ---- |
| 1   | Juventus     | 12  | 6 | 3 | 3 | 0 | 7  | 3  | +4 | Classificado às oitavas de final |  | —   | 2–1 | 1–0 | 0–0  |
| 2   | Real Madrid  | 12  | 6 | 4 | 0 | 2 | 9  | 5  | +4 | Classificado às oitavas de final |  | 0–2 | —   | 3–0 | 2–0  |
| 3   | Zenit        | 5   | 6 | 1 | 2 | 3 | 4  | 7  | −3 | Transferido para Liga Europa     |  | 0–0 | 1–2 | —   | 1–1  |
| 4   | BATE Borisov | 3   | 6 | 0 | 3 | 3 | 3  | 8  | −5 | Eliminado                        |  | 2–2 | 0–1 | 0–2 | —    |

## Fases finais

### Esquema
|  | Oitavas-de-final                    | Oitavas-de-final                    | Oitavas-de-final                    | Oitavas-de-final                    |   |                   | Quartas-de-final     | Quartas-de-final     | Quartas-de-final     | Quartas-de-final     |  |                   | Semifinais                   | Semifinais                   | Semifinais                   | Semifinais                   |           |   | Final             | Final             |
|  | 24/25 de fevereiro e 10/11 de março | 24/25 de fevereiro e 10/11 de março | 24/25 de fevereiro e 10/11 de março | 24/25 de fevereiro e 10/11 de março |   |                   | 7/8 e 14/15 de abril | 7/8 e 14/15 de abril | 7/8 e 14/15 de abril | 7/8 e 14/15 de abril |  |                   | 28/29 de abril e 5/6 de maio | 28/29 de abril e 5/6 de maio | 28/29 de abril e 5/6 de maio | 28/29 de abril e 5/6 de maio |           |   | 27 de maio (Roma) | 27 de maio (Roma) |
|  |                                     |                                     |                                     |                                     |   |                   |                      |                      |                      |                      |  |                   |                              |                              |                              |                              |           |   |                   |                   |
|  | Lyon                                | 1                                   | 2                                   | 3                                   |   |                   |                      |                      |                      |                      |  |                   |                              |                              |                              |                              |           |   |                   |                   |
|  | Barcelona                           | 1                                   | 5                                   | 6                                   |   |                   |                      |                      |                      |                      |  |                   |                              |                              |                              |                              |           |   |                   |                   |
|  | Barcelona                           | 1                                   | 5                                   | 6                                   |   | Barcelona         | 4                    | 1                    | 5                    |                      |  |                   |                              |                              |                              |                              |           |   |                   |                   |
|  |                                     |                                     |                                     |                                     |   | Barcelona         | 4                    | 1                    | 5                    |                      |  |                   |                              |                              |                              |                              |           |   |                   |                   |
|  |                                     | Bayern de Munique                   | 0                                   | 1                                   | 1 |                   |                      |                      |                      |                      |  |                   |                              |                              |                              |                              |           |   |                   |                   |
|  | Sporting CP                         | Bayern de Munique                   | 0                                   | 1                                   | 1 | 0                 | 1                    | 1                    |                      |                      |  |                   |                              |                              |                              |                              |           |   |                   |                   |
|  | Sporting CP                         |                                     |                                     |                                     |   | 0                 | 1                    | 1                    |                      |                      |  |                   |                              |                              |                              |                              |           |   |                   |                   |
|  | Bayern de Munique                   | 5                                   | 7                                   | 12                                  |   |                   |                      |                      |                      |                      |  |                   |                              |                              |                              |                              |           |   |                   |                   |
|  | Bayern de Munique                   | 5                                   | 7                                   | 12                                  |   |                   |                      |                      |                      |                      |  | Barcelona         | 0                            | 1                            | 1                            |                              |           |   |                   |                   |
|  |                                     |                                     |                                     |                                     |   |                   |                      |                      |                      |                      |  | Barcelona         | 0                            | 1                            | 1                            |                              |           |   |                   |                   |
|  |                                     | Chelsea                             | 0                                   | 1                                   | 1 |                   |                      |                      |                      |                      |  |                   |                              |                              |                              |                              |           |   |                   |                   |
|  | Real Madrid                         | Chelsea                             | 0                                   | 1                                   | 1 | 0                 | 0                    | 0                    |                      |                      |  |                   |                              |                              |                              |                              |           |   |                   |                   |
|  | Real Madrid                         |                                     |                                     |                                     |   | 0                 | 0                    | 0                    |                      |                      |  |                   |                              |                              |                              |                              |           |   |                   |                   |
|  | Liverpool                           | 1                                   | 4                                   | 5                                   |   |                   |                      |                      |                      |                      |  |                   |                              |                              |                              |                              |           |   |                   |                   |
|  | Liverpool                           | 1                                   | 4                                   | 5                                   |   | Liverpool         | 1                    | 4                    | 5                    |                      |  |                   |                              |                              |                              |                              |           |   |                   |                   |
|  |                                     |                                     |                                     |                                     |   | Liverpool         | 1                    | 4                    | 5                    |                      |  |                   |                              |                              |                              |                              |           |   |                   |                   |
|  |                                     | Chelsea                             | 3                                   | 4                                   | 7 |                   |                      |                      |                      |                      |  |                   |                              |                              |                              |                              |           |   |                   |                   |
|  | Chelsea                             | Chelsea                             | 3                                   | 4                                   | 7 | 1                 | 2                    | 3                    |                      |                      |  |                   |                              |                              |                              |                              |           |   |                   |                   |
|  | Chelsea                             |                                     |                                     |                                     |   | 1                 | 2                    | 3                    |                      |                      |  |                   |                              |                              |                              |                              |           |   |                   |                   |
|  | Juventus                            | 0                                   | 2                                   | 2                                   |   |                   |                      |                      |                      |                      |  |                   |                              |                              |                              |                              |           |   |                   |                   |
|  | Juventus                            | 0                                   | 2                                   | 2                                   |   |                   |                      |                      |                      |                      |  |                   |                              |                              |                              |                              | Barcelona | 2 |                   |                   |
|  |                                     |                                     |                                     |                                     |   |                   |                      |                      |                      |                      |  |                   |                              |                              |                              |                              |           | 2 |                   |                   |
|  |                                     | Manchester United                   | 0                                   |                                     |   |                   |                      |                      |                      |                      |  |                   |                              |                              |                              |                              |           |   |                   |                   |
|  | Internazionale                      | Manchester United                   | 0                                   | 0                                   | 0 | 0                 |                      |                      |                      |                      |  |                   |                              |                              |                              |                              |           |   |                   |                   |
|  | Internazionale                      |                                     |                                     | 0                                   | 0 | 0                 |                      |                      |                      |                      |  |                   |                              |                              |                              |                              |           |   |                   |                   |
|  | Manchester United                   | 0                                   | 2                                   | 2                                   |   |                   |                      |                      |                      |                      |  |                   |                              |                              |                              |                              |           |   |                   |                   |
|  | Manchester United                   | 0                                   | 2                                   | 2                                   |   | Manchester United | 2                    | 1                    | 3                    |                      |  |                   |                              |                              |                              |                              |           |   |                   |                   |
|  |                                     |                                     |                                     |                                     |   | Manchester United | 2                    | 1                    | 3                    |                      |  |                   |                              |                              |                              |                              |           |   |                   |                   |
|  |                                     | Porto                               | 2                                   | 0                                   | 2 |                   |                      |                      |                      |                      |  |                   |                              |                              |                              |                              |           |   |                   |                   |
|  | Atlético Madrid                     | Porto                               | 2                                   | 0                                   | 2 | 2                 | 0                    | 2                    |                      |                      |  |                   |                              |                              |                              |                              |           |   |                   |                   |
|  | Atlético Madrid                     |                                     |                                     |                                     |   | 2                 | 0                    | 2                    |                      |                      |  |                   |                              |                              |                              |                              |           |   |                   |                   |
|  | Porto (g.f.)                        | 2                                   | 0                                   | 2                                   |   |                   |                      |                      |                      |                      |  |                   |                              |                              |                              |                              |           |   |                   |                   |
|  | Porto (g.f.)                        | 2                                   | 0                                   | 2                                   |   |                   |                      |                      |                      |                      |  | Manchester United | 1                            | 3                            | 4                            |                              |           |   |                   |                   |
|  |                                     |                                     |                                     |                                     |   |                   |                      |                      |                      |                      |  | Manchester United | 1                            | 3                            | 4                            |                              |           |   |                   |                   |
|  |                                     | Arsenal                             | 0                                   | 1                                   | 1 |                   |                      |                      |                      |                      |  |                   |                              |                              |                              |                              |           |   |                   |                   |
|  | Villarreal                          | Arsenal                             | 0                                   | 1                                   | 1 | 1                 | 2                    | 3                    |                      |                      |  |                   |                              |                              |                              |                              |           |   |                   |                   |
|  | Villarreal                          |                                     |                                     |                                     |   | 1                 | 2                    | 3                    |                      |                      |  |                   |                              |                              |                              |                              |           |   |                   |                   |
|  | Panathinaikos                       | 1                                   | 1                                   | 2                                   |   |                   |                      |                      |                      |                      |  |                   |                              |                              |                              |                              |           |   |                   |                   |
|  | Panathinaikos                       | 1                                   | 1                                   | 2                                   |   | Villarreal        | 1                    | 0                    | 1                    |                      |  |                   |                              |                              |                              |                              |           |   |                   |                   |
|  |                                     |                                     |                                     |                                     |   | Villarreal        | 1                    | 0                    | 1                    |                      |  |                   |                              |                              |                              |                              |           |   |                   |                   |
|  |                                     | Arsenal                             | 1                                   | 3                                   | 4 |                   |                      |                      |                      |                      |  |                   |                              |                              |                              |                              |           |   |                   |                   |
|  | Arsenal (g.p.)                      | Arsenal                             | 1                                   | 3                                   | 4 | 1                 | 0                    | 1(7)                 |                      |                      |  |                   |                              |                              |                              |                              |           |   |                   |                   |
|  | Arsenal (g.p.)                      |                                     |                                     |                                     |   | 1                 | 0                    | 1(7)                 |                      |                      |  |                   |                              |                              |                              |                              |           |   |                   |                   |
|  | Roma                                | 0                                   | 1                                   | 1(6)                                |   |                   |                      |                      |                      |                      |  |                   |                              |                              |                              |                              |           |   |                   |                   |

### Oitavas-de-final
O sorteio dos Oitavos de final do torneio realizou-se a 19 de dezembro e ditou os seguintes jogos. Os jogos estavam previstos realizar-se a 24 e 25 de fevereiro, para a primeira mão, e 10 e 11 de março de 2009.
| Equipe 1        | Total          | Equipe 2          | 1.º jogo | 2.º jogo   |
| --------------- | -------------- | ----------------- | -------- | ---------- |
| Chelsea         | 3-2            | Juventus          | 1-0      | 2-2        |
| Villarreal      | 3-2            | Panathinaikos     | 1-1      | 2-1        |
| Sporting CP     | 1-12           | FC Bayern München | 0-5      | 1-7        |
| Atlético Madrid | 2-2 (g.f.)     | Porto             | 2-2      | 0-0        |
| Lyon            | 3-6            | Barcelona         | 1-1      | 2-5        |
| Real Madrid     | 0-5            | Liverpool         | 0-1      | 0-4        |
| Arsenal         | 1-1 (7-6 g.p.) | Roma              | 1-0      | 0-1 (a.p.) |
| Internazionale  | 0-2            | Manchester United | 0-0      | 0-2        |

### Quartas-de-final
O sorteio para os quartos-finais e semi-finais da competição teve lugar em Nyon, Suíça, a 20 de março de 2009. Não houve cabeças de série, o que significa que foi um sorteio inteiramente aleatório.
Os jogos da primeira mão foram a 7 e 8 de abril, a segunda está marcada para 14 e 15 de abril.
| Equipe 1          | Total | Equipe 2          | 1.º jogo | 2.º jogo |
| ----------------- | ----- | ----------------- | -------- | -------- |
| Villarreal        | 1-4   | Arsenal           | 1-1      | 0-3      |
| Manchester United | 3-2   | Porto             | 2-2      | 1-0      |
| Liverpool         | 5-7   | Chelsea           | 1-3      | 4-4      |
| Barcelona         | 5-1   | FC Bayern München | 4-0      | 1-1      |

### Semifinais
Os jogos da primeira mão foram a 28 e 29 de abril, a segunda a 5 e 6 de maio.
| Equipe 1          | Total      | Equipe 2 | 1.º jogo | 2.º jogo |
| ----------------- | ---------- | -------- | -------- | -------- |
| Manchester United | 4-1        | Arsenal  | 1-0      | 3-1      |
| Barcelona         | 1-1 (g.f.) | Chelsea  | 0-0      | 1-1      |

### Final
| 27 de maio de 2009 | Barcelona             | 2 – 0     | Manchester United | Stadio Olimpico, Roma                    |
| 20:45 (UTC+2)      | Eto'o 10' · Messi 70' | Relatório |                   | Público: 62 467 Árbitro: Massimo Busacca |

## Melhores marcadores
Os melhores marcadores da Liga dos Campeões 2008-2009 (fase de grupos e seguintes) foram:
| # | Jogador              | Equipe            | Gols | Tempo jogado |
| - | -------------------- | ----------------- | ---- | ------------ |
| 1 | Lionel Messi         | Barcelona         | 9    | 982          |
| 2 | Steven Gerrard       | Liverpool         | 7    | 580'36"      |
| 2 | Miroslav Klose       | Bayern de Munique | 7    | 680'07"      |
| 4 | Lisandro López       | Porto             | 6    | 943'11"      |
| 5 | Emmanuel Adebayor    | Arsenal           | 5    | 627'33"      |
| 5 | Alessandro Del Piero | Juventus          | 5    | 688'14"      |
| 5 | Didier Drogba        | Chelsea           | 5    | 702'31"      |
| 5 | Robin van Persie     | Arsenal           | 5    | 716'34"      |
| 5 | Thierry Henry        | Barcelona         | 5    | 717'50"      |
| 5 | Karim Benzema        | Lyon              | 5    | 731'13"      |

Fonte:  Top Scorers - Final - Wednesday 27 May 2009 (after match)(em inglês)